# Орловський (Ленінськ-Кузнецький округ)
Орло́вський (рос. Орловский) — селище у складі Ленінськ-Кузнецького округу Кемеровської області, Росія.

## Населення
Населення — 112 осіб (2010; 180 у 2002).
Національний склад (станом на 2002 рік):
- росіяни — 88 %